# U-8 (1935)
| U-8                        | U-8                                                            | U-8                                                            |
| -------------------------- | -------------------------------------------------------------- | -------------------------------------------------------------- |
|                            |                                                                |                                                                |
|                            |                                                                |                                                                |
|                            |                                                                |                                                                |
| Під прапором               | Третій Рейх                                                    | Третій Рейх                                                    |
| Порт приписки              | Кіль                                                           | Кіль                                                           |
| Спуск на воду              | 16 липня 1935                                                  | 16 липня 1935                                                  |
| Виведений зі складу флоту  | 3 травня 1945                                                  | 3 травня 1945                                                  |
| Сучасний статус            | затоплений                                                     | затоплений                                                     |
| Проєкт                     |                                                                |                                                                |
| Тип ПЧ                     | Малий ДПЧ                                                      | Малий ДПЧ                                                      |
| Основні характеристики     |                                                                |                                                                |
| Швидкість (надводна)       | 13 вузлів                                                      | 13 вузлів                                                      |
| Швидкість (підводна)       | 7 вузлів                                                       | 7 вузлів                                                       |
| Гранична глибина занурення | 150 м                                                          | 150 м                                                          |
| Екіпаж                     | 25 осіб                                                        | 25 осіб                                                        |
| Розміри                    |                                                                |                                                                |
| Довжина найбільша (по КВЛ) | 42,7 м                                                         | 42,7 м                                                         |
| Ширина корпусу найб.       | 4,08 м                                                         | 4,08 м                                                         |
| Висота                     | 8,6 м                                                          | 8,6 м                                                          |
| Середня осадка (по КВЛ)    | 3,9 м                                                          | 3,9 м                                                          |
| Водотоннажність надводна   | 279 т                                                          | 279 т                                                          |
| Озброєння                  |                                                                |                                                                |
| Артилерія                  | 1 × 2 cm/65 C/30 (1000 снарядів)                               | 1 × 2 cm/65 C/30 (1000 снарядів)                               |
| Торпедно- мінне озброєння  | 3 TA калібру 533 5 торпед або 18 мін (за іншими даними ТМА 12) | 3 TA калібру 533 5 торпед або 18 мін (за іншими даними ТМА 12) |

U-8 — малий німецький підводний човен типу II-В, часів Другої світової війни. Заводський номер 542.
Введений у стрій 5 серпня 1935 року. Приписаний до навчальної флотилії. З 13 квітня по 30 червня 1940 року був приписаний до 1-ї флотилії. Здійснив один бойовий похід, результатів не добився. Після цього переведений в 24-у флотилію. Був затоплений 3 травня 1945 року у Вільгельмсгафені.

## Командири
- Капітан-лейтенант Гаральд Гроссе (13 серпня 1935 — 3 листопада 1936)
- Капітан-лейтенант Георг Петерс (24 червня 1938 — 5 вересня 1939)
- Капітан-лейтенант Отто Шугарт (2 вересня — 29 жовтня 1938)
- Капітан-лейтенант Вольф-Гарро Штіблер (6 вересня — 13 жовтня 1939)
- Капітан-лейтенант Генріх Леманн-Вілленброк (14 жовтня — 30 листопада 1939)
- Капітан-лейтенант Георг-Гайнц Міхель (1 грудня 1939 — 4 травня 1940)
- Капітан-лейтенант Айтель-Фрідріх Кентрат (5 травня — 7 червня 1940)
- Лейтенант-цур-зее Гайнц Штайн (5-9 червня 1940)
- Оберлейтенант-цур-зее Вальтер Келль (10 червня — 6 липня 1940)
- Оберлейтенант-цур-зее Ганс-Юрген Цече (7-28 липня 1940)
- Оберлейтенант-цур-зее Вальтер Келль (13 вересня — 17 грудня 1940)
- Капітан-лейтенант Генріх Гайнсон (18 грудня 1940 — 25 квітня 1941)
- Капітан-лейтенант Ульріх Борхердт (26 квітня — 22 травня 1941)
- Оберлейтенант-цур-зее Рольф Штайнгаус (23 травня — 31 липня 1941)
- Оберлейтенант-цур-зее Горст Декерт (1 серпня 1941 — 16 травня 1942)
- Оберлейтенант-цур-зее Рудольф Гоффманн (17 травня 1942 — 15 березня 1943)
- Оберлейтенант-цур-зее резерву Альфред Вернер (16 березня 1943 — 12 травня 1944)
- Оберлейтенант-цур-зее Юрген Іферсен (13 травня — 24 листопада 1944)
- Оберлейтенант-цур-зее Юрген Крігсгаммер (25 листопада 1944 — 31 березня 1945)